# Гобнать
Гобнать (ирл. Gobnait, англ. Gobnet), в англо-нормандской традиции известная как Эбигейл (англ. Abigail) или Дебора (англ. Deborah) — ирландская средневековая святая, почитаемая в Римско-католической церкви. Покровитель деревни Балливурни (англ. Ballyvourney, ирл. Baile Bhuirne), расположенной в гэлтахте в графство Корк, где в её честь стоит церковь Монь-Мор (ирл. Móin Mór) или Барнехь (ирл. Bairnech). Ассоциировалась с Мускрагами; её церковь и приход находились на границах земель Мускрагов и Лох-Лейнских Эоганахтов. День памяти празднуется 11 февраля. Покровительница пчеловодов и тяжело больных людей.

## Биография

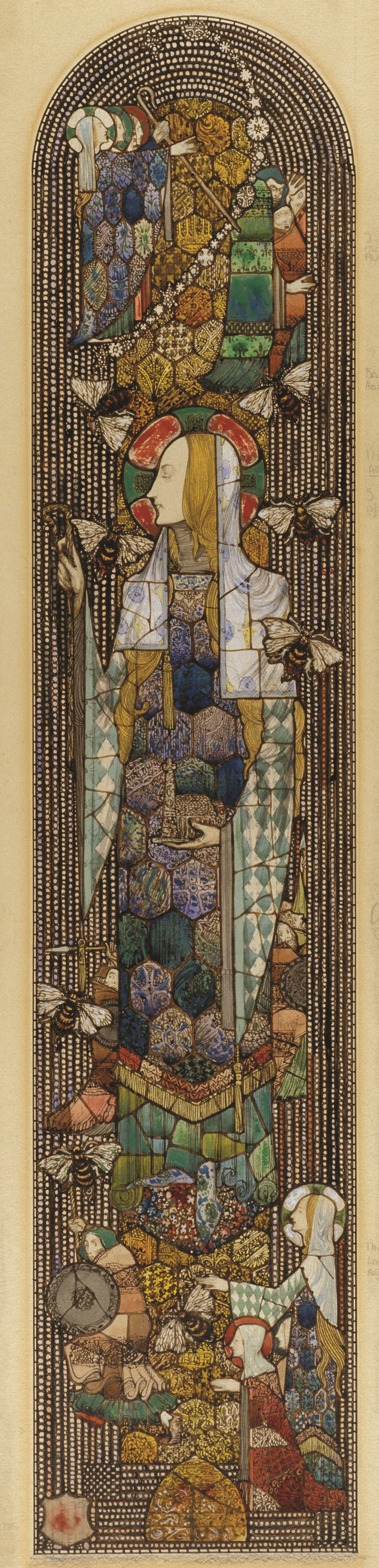
Витраж с изображением святой Гобнати в часовне Хонан, автор — Гарри Кларк (1914). Внизу — легенда о победе над разбойником

Гобнать родилась на территории графства Клэр в конце V — начале VI вв. По легендам Керри, её отец был морским разбойником, совершавшим набеги на Британию; также в некоторых традициях она указывается как сестра святого Аббана. Спасаясь от междоусобных войн и гонений на христиан, она скрылась на острове Инишир (Аранские острова). По преданию, ей явился ангел, сказавший ей, что она должна отправиться по Ирландии в странствие и искать девять скачущих вместе белых оленей — это место станет «местом её воскресения». После долгих странствий по Ирландии она нашла это место, которые ныне известно как Лес святой Гобнати — там был основан монастырь, аббатиссой которого, по легенде, и стала Гобнать.
В кельтской культуре и кельтских легендах считалось, что душа умершего человека покидала тело и становилась пчелой или бабочкой. В дальнейшем Гобнать стала заниматься разведением пчёл, а также основала христианский орден и посвятила свою жизнь помощи больным и немощным. Ходили слухи, что она изготавливала лекарства на основе мёда.

## Чудеса и легенды
Святой Гобнати приписываются многие чудеса:
- В деревне Балливурни она исцелила больных чумой и изгнала эпидемию из деревни[4].
- На разбойника, который пытался украсть скот, она наслала пчелиный рой: перепуганный вор вынужден был бежать и вернуть украденное[4].
- Когда захватчики строили замок Кариг-ан-Хашлянь (ирл. Carraig an Chaisleáin), по легенде, Гобнать взяла камень, швырнула им в стену замка и обрушила его. Захватчики вынуждены были отступить[6].
- К северу от деревни Баллиагран, в поле слева от дороги на Каслтаун находится так называемый колодец святой Гобнати (англ. St Gobnait's Well), он же колодец святой Деборы, святой Дериолы или святой Эбигейл, обладающий целительной силой. Считается, что колодец как минимум использовался до 11 февраля 1870 года. В настоящее время этот колодец пришёл в негодность, однако найти его точное местонахождение крайне проблематично. Рассказывают, что у колодца иногда можно увидеть белого оленя[7].

## Прославление

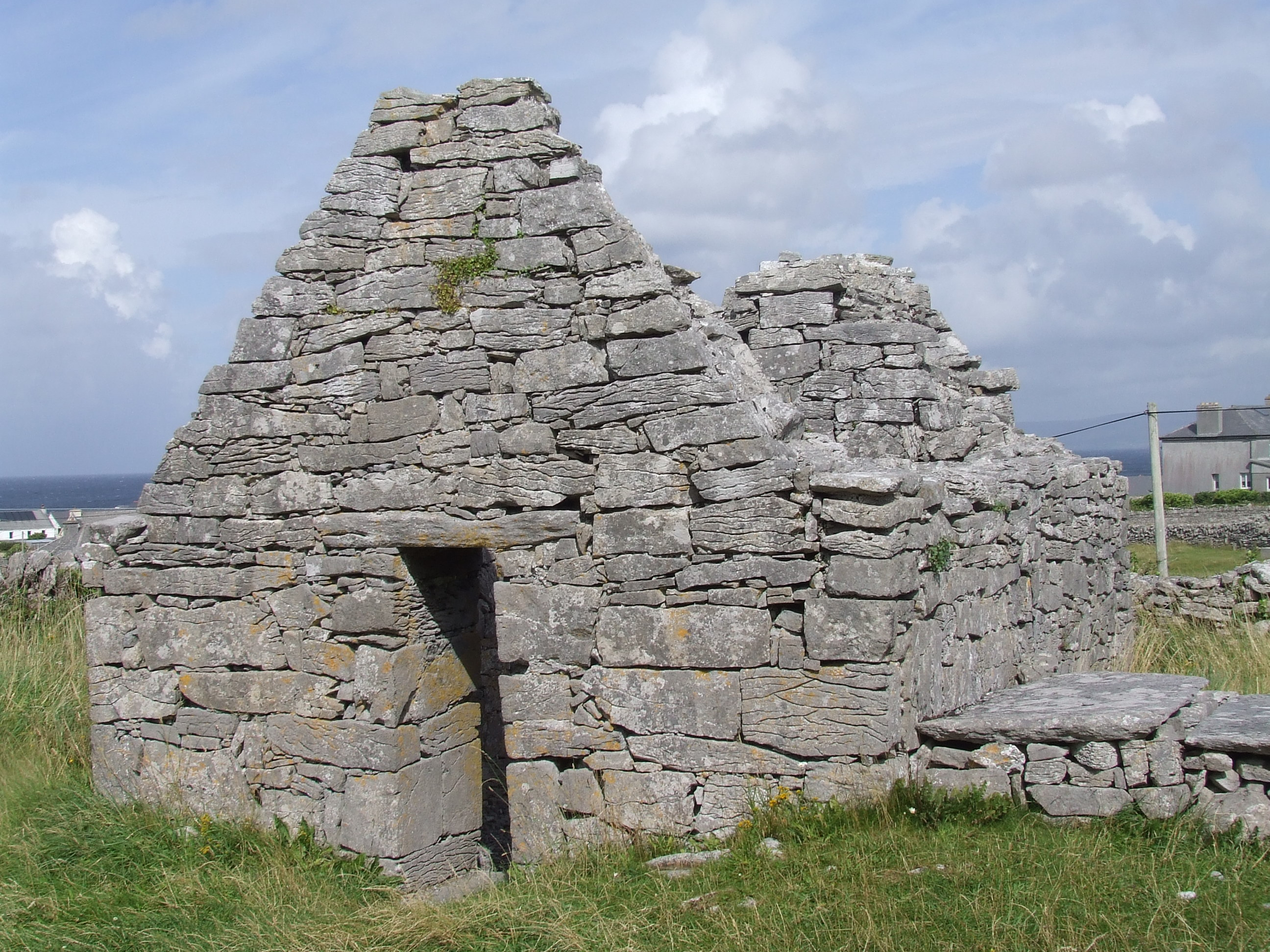
Церковь святой Гобнати на Инишире (фактически датируется XI веком, однако утверждается, что фундамент заложен Гобнатью; также рядом якобы находятся останки клохана

Память святой Гобнати празднуется 11 февраля. В 1601 году папа римский Климент VIII объявил о прощении грехов всем, кто в день святой Гобнати посетит приходскую церковь, причастится и исповедуется, а также произнесёт молитву о воцарении мира между христианскими государями, изгнании ереси и возвышении церкви.
Помимо покровительства пчеловодам и пчеловодству, Гобнать является покровительницей больных серьёзными нервными заболеваниями. Гобнать также была покровительницей кузнецов (раскопки на месте церкви в Балливурни позволили найти доказательства чугунной обработки в том месте, где строилась церковь). Гобнать является одной из тех святых Ирландии, которая является не только местночтимой, но и национальной святой (преимущественно почитается на юге Ирландии). Главные святыни Гобнати — это Инишир (Аранские острова), Данкуин (Западное Керри) и Балливурни (граница графств Керри и Корк). Она изображена на витраже часовни Хонан в Корке, выполненном Гарри Кларком.
Имя Гобнати увековечено в городах и иных топонимах под названием Килгобнет (англ. Kilgobnet, ирл. Cill Ghobnait, букв. «церковь Гобнати») — в графствах Керри (под Милтауном и Данкуин), Уотерфорд (под Дангарваном), Лимерик (в Баллиагране) и Корк (у Глантейна, Дрипси и Клондрохида).